# Malteser Hospitaldienst Austria
Der Malteser Hospitaldienst Austria (MHDA) ist ein 1956 gegründetes Hilfswerk des Großpriorates Österreich des Malteserordens. Unmittelbarer Anlass für seine Gründung war die Betreuung der zahlreichen nach dem Ungarischen Volksaufstand in Österreich aufgenommenen Flüchtlinge, damals noch unter der Bezeichnung Malteser Einsatzstaffel.
Die Organisation wurde jedoch nach Ende dieser Aktivitäten nicht aufgelöst, sondern schrittweise auf den heutigen Status einer gesetzlich voll anerkannten Behindertenhilfs- und Rettungsorganisation erweitert. Die Organisation erhielt vorerst die Bezeichnung Malteser Hilfsdienst und erst später die heutige Bezeichnung.
1958 begann der Malteser Hospitaldienst am Rettungsdienst zunächst im Rahmen des Roten Kreuzes in Wien mitzuwirken; ab 1962 übernahmen seine Mitglieder auch regelmäßige Aufgaben in der Krankenpflege.

## Organisation
1967 wurde mit dem Aufbau von eigenen Bereichen in den Bundesländern begonnen. Heute arbeitet der MHDA in den Bundesländern Wien, Steiermark, Tirol, Salzburg, Oberösterreich und Burgenland.
Organisatorisch besteht der MHDA nach wie vor aus diesen sechs Bereichen, die auf Bundesebene von einem zentralen Kommando geführt werden. Außer den Gebieten Vorarlberg, Kärnten und Niederösterreich, die teilweise von den Bereichen Tirol, Steiermark und Wien abgedeckt werden, ist der MHDA in allen Bundesländern vertreten.

## Mitglieder
Der MHDA besteht – als vollwertige Sanitätsorganisation in Österreich – aus freiwilligen und ehrenamtlichen Mitgliedern, die für ihre Dienstleistungen keinerlei finanzielle Entschädigung erhalten.
Die Organisation zählt derzeit ca. 2.200 Mitglieder, die in unterschiedlichen Bereichen Dienste am Nächsten leisten.
Diese freiwillig und unentgeltlich arbeitenden Mitglieder haben beispielsweise im Jahr 2016 rund 250.000 Dienststunden erbracht. Die von den ehrenamtlichen Mitarbeitern so kostenlos erbrachten Leistungen würden bei Bezahlung der Jahresarbeitsleistung eines Mittelbetriebes mit rund 200 Mitarbeitern einem Sachaufwand von 2 Millionen Euro und fiktiven Personalkosten von mehr als vier Millionen Euro entsprechen.
Tatsächlich arbeitet der MHDA weitgehend ohne öffentliche Unterstützung und finanziert, von lokalen Aufgaben abgesehen, seine Tätigkeiten aus Spenden, Straßensammlungen und lediglich zu einem Drittel aus entgeltlichen Leistungen wie Krankentransporten oder Erste Hilfe Kursen.

## Dienstbetrieb
Die Tätigkeit des MHDA kann in zwei sich gut ergänzende Hauptbereiche geteilt werden: einerseits die Betreuung kranker und/oder behinderter Menschen (Sozialdienste), und andererseits die klassischen Sanitätsdienste, wie etwa Krankentransport oder Rettungsdienst.

### Sozialdienste

Sozialdienst im MHDA: Gruppenbild eines Teams in Ostia Antica, Romwallfahrt 2005

Mehr als die Hälfte der Dienste werden in Krankenpflege, Behindertenbetreuung und bei Wallfahrten mit Kranken und Behinderten, beispielsweise nach Lourdes, Rom und Assisi, geleistet. Dabei kommen in unentgeltlichen Besuchsdiensten, bei Ausflügen und Veranstaltungen mehr als 30.000 Dienststunden direkt behinderten, kranken, alten und einsamen Menschen zugute. Für Pilgerfahrten und Sonderveranstaltungen werden noch einmal fast 30.000 Stunden jährlich erbracht.
Im Sommer 2008 fand im Tiroler Stift Stams das International Malteser Sommerlager mit 200 behinderten Teilnehmern und 300 ehrenamtlichen Helfern aus knapp 20 Nationen statt. Nach 10 Jahren kehrte das Camp in das Land der Gründung zurück und feierte hier sein 25-jähriges Jubiläum.
Besonders hervorzuheben ist auch das Malteser Wildwassercamp, welches seit 1999 jedes Jahr stattfindet. Menschen mit Behinderung das Erlebnis Wildwasserpaddeln zu ermöglichen und damit Grenzen zu überschreiten, war und ist das Ziel dieses Projektes, welches der MHDA als einer der ersten Organisationen auf diesem Gebiet veranstaltete.

### Sanitätsdienste

Sanitätsdienst im MHDA: Einsatztraining bei einer Katastrophenübung

Regelmäßige Krankentransport-, Rettungs-, Ärztefunk- und Ambulanzdienste machen 25 Prozent der Dienste aus, dazu kommen Großeinsätze, Auslandshilfen und Erste-Hilfe-Kurse. In Innsbruck, Graz und Wien sind die Fahrzeuge des MHDA fixer Bestandteil des Krankentransportwesens und darüber hinaus stellt der MHDA zu bestimmten Zeiten in Wien auch einen Rettungs- und/oder Notarztwagen für den allgemeinen Rettungsdienst. Auch in Graz stellt der MHDA regelmäßig einen Rettungswagen, der von der Landesleitstelle zentral disponiert wird und somit in den Rettungsdienst des Roten Kreuzes in der Stadt eingebunden ist.
Die an strenge gesetzliche Vorgaben gebundene und stets am Laufenden gehaltene medizinische Kompetenz der Mitglieder (zum Beispiel Qualifikation als staatlich geprüfte Rettungs- und Notfallsanitäter) ist eine wesentliche Voraussetzung, um besonders die aufwändigeren Formen der Sozialdienste überhaupt kompetent abhalten zu können. So wäre beispielsweise eine Romwallfahrt mit 400 Teilnehmern – von denen 100–130 behindert und/oder chronisch krank sind und rund um die Uhr betreut werden müssen – ohne die große Anzahl an hoch qualifizierten Mitgliedern, auf die in so einem Fall zurückgegriffen werden kann, nicht durchführbar.
Außerdem ist der MHDA ein Partner des „Vier für Wien“-Rettungsverbundes: Die vier größten Rettungsorganisationen Wiens (ÖRK, ASBÖ, JUH, MHDA) arbeiten seit dem Jahr 1977 verstärkt im Rettungsdienst zusammen. Die Notfalleinsätze in Wien werden zentral über die Leitstelle der Wiener Rettung (MA 70) aufgenommen und anschließend auf die Organisationen des Rettungsverbunds verteilt. Der Krankentransport der Malteser in Wien wird mehrmals wöchentlich durch die Einsatzzentrale der Johanniter disponiert.

## Finanzierung
Der MHDA bekommt als Gesamtorganisation keine regelmäßigen staatlichen Subventionen und finanziert seinen normalen Dienstbetrieb einerseits durch die Erträge aus seinen bezahlten Diensten im Sanitätswesen und andererseits durch die jährliche Straßensammlung seiner Mitglieder in der Adventszeit. Für bestimmte einzelne Projekte, wie zum Beispiel die Sanierung bzw. den Bau der Bereichszentralen in Steiermark, Tirol und Wien oder den neuen Krankentransporter und die neue Funkanlage in Graz, hat der Hospitaldienst auch Förderungen der öffentlichen Hand erhalten. Darüber hinaus ist der MHDA für einzelne große Unternehmungen (zum Beispiel die Lourdeswallfahrt) auf zusätzliche Finanzierung in Form von Sach- und Geldspenden angewiesen. Auch Benefizveranstaltungen (Konzerte, Lesungen, …) werden immer wieder organisiert.

## Ausbildung
Der MHDA führt selbstständig die Grundausbildung für den eigenen Nachwuchs durch. Die einjährige Ausbildung umfasst Krankenhilfe, Behinderten- und Altenbetreuung, Erste Hilfe, Sanitätshilfe und Gerätekunde (gemäß den Vorgaben des Sanitätergesetzes), Geschichte und Organisation sowie Katastrophenhilfsdienst. Dabei wird die theoretische Ausbildung durch Praxis im Dienstbetrieb vertiefend ergänzt. Der Ausbildungsbetrieb ist speziell auf die Zeitbedürfnisse von Ehrenamtlichen ausgelegt. Es besteht die Möglichkeit, die Prüfung zum gesetzlich anerkannten Rettungssanitäter abzulegen.

### Mitgliedschaft
Wenn man sich für eine Mitgliedschaft im MHDA entscheidet und die Ausbildung absolviert, verpflichtet man sich zu einer seinen Lebensumständen entsprechenden Dienstleistung (bei Studenten und nicht Berufstätigen je nach Bereich mindestens 120 bis 180 Stunden im Jahr) und zu regelmäßiger, den Erfordernissen entsprechender Fortbildung und Übung.
Kann oder möchte ein Mitglied seiner Dienstverpflichtung nicht mehr nachkommen, besteht die Möglichkeit der Versetzung in den Stand eines ruhenden Mitglieds. Ruhende Mitglieder haben keine Dienst- und Fortbildungsverpflichtung, jedoch die Pflicht, die Zwecke und Aufgaben des MHDA tatkräftig, finanziell oder ideell zu unterstützen und so den Zusammenhalt weiter zu fördern.

### Weiterbildung
Der MHDA veranstaltet für seine Mitglieder laufend Fortbildungen und Kurse zu verschiedenen medizinischen Fachgebieten sowie weiterführende Kurse im Bereich Führung und Organisation. Im Sozial- und Betreuungsdienst finden laufend Seminare zu verschiedenen Themen, wie zum Beispiel Sterbebegleitung, Psychohygiene usw. statt. Zusätzlich wird die Aus- und Weiterbildung im Rahmen von Einsatzübungen unterstützt.